# 대구교통공사
대구교통공사(大邱交通公社)는 대구 도시철도를 운영하는 공기업으로, 본사는 대구광역시 달서구 상인동 상인네거리에 있다.

## 개요
- 조직 형태 : 지방 공기업 (지방공기업법 제49조 및 동법 시행령 제47조, 대구광역시 지하철공사 설치조례)
- 설립 목적 : 대경권 도시철도인 대구 도시철도 운영 및 부대사업, 도시교통 발전과 시민복리 증진
- 본사:  대한민국 대구광역시 달서구 월배로 250 (상인동)
- 조직 : 사장 3본부 1감사 3실 7처 23부 / 14원.센터.소 (2016.1.1)
- 인원 : 2,468명

## 조직
사장
| 역대 | 사장   | 임기                                |
| ---- | ------ | ----------------------------------- |
| 1대  | 신태수 | 1995년 10월 23일 ~ 1998년 10월 22일 |
| 2대  | 이희태 | 1998년 10월 23일 ~ 2001년 7월 24일  |
| 3대  | 윤진태 | 2001년 7월 25일 ~ 2003년 5월 15일   |
| 4대  | 이훈   | 2003년 5월 16일 ~ 2004년 4월 30일   |
| 5대  | 손동식 | 2004년 5월 1일 ~ 2004년 12월 6일    |
| 6대  | 배상민 | 2004년 12월 7일 ~ 2006년 5월 11일   |
| 7대  | 배상민 | 2006년 5월 12일 ~ 2009년 5월 31일   |
| 8대  | 김인환 | 2009년 6월 1일 ~ 2012년 5월 31일    |
| 9대  | 류한국 | 2012년 6월 1일 ~ 2014년 2월 19일    |
| 10대 | 홍승활 | 2014년 4월 20일 ~ 2017년 4월 21일   |
| 11대 | 홍승활 | 2017년 7월 24일 ~ 2020년 7월 24일   |
| 12대 | 홍승활 | 2020년 7월 24일 ~ 2022년 8월 31일   |
| 13대 | 김기혁 | 2022년 9월 1일 ~ 현재               |

경영지원본부
- 기획조정처 - 기획예산부, 성과조직부, 정보지원부
- 지원관리처 - 총무인사부, 노사협력부, 회계자산부

운영본부
- 고객사업처 - 영업전략부, 고객소통부, 사업개발부
- 운전처 - 운전계획부, 운전지도부

기술본부
- 차량처 - 차량계획부, 차량정비부
- 시설처 - 시설관리부, 기계관리부
- 기술처 - 전기관리부, 신호관리부, 통신관리부, 전자관리부

안전관리실
- 안전방재부, 환경관리부, 상황관리PL

홍보실
- 홍보PL

감사실
- 경영감사부, 기술감사부, 관리부

교육연구원
- 교육부, 기술개발부

1고객센터
- 역무지원부, 역무운영부

2고객센터
- 역무지원부, 역무운영부

3고객센터
- 역무지원부, 제1관리역, 제2관리역, 제3관리역, 제4관리역, 제5관리역

1호선승무사업소
- 월배승무부
- 안심승무부

2호선승무사업소
- 문양승무부
- 경산승무부

종합관제소
- 운영부, 기술부

경전철사업소
- 지원부, 관제부, 검수부, 시스템부, 정비PL, 전기기계PL, 토목건축PL

차량사업소
- ● 대구 도시철도 1호선: 월배차량사업소, 안심차량사업소
- ● 대구 도시철도 2호선: 문양차량사업소
- ● 대구 도시철도 3호선: 칠곡차량사업소, 범물차량사업소

시설기계사업소
- 보선부
- 토목부
- 건축부
- 기계부

전기통신사업소
- 전력부
- 변전부
- 통신부

신호전자사업소
- 신호부
- 전자부

## 연혁
- 1989년 9월 1일 : 대구 지하철 건설본부 설립
- 1995년 11월 20일 : 대구광역시 지하철공사 창립
- 1997년 11월 26일 : 1호선 1단계(진천~중앙로) 구간 개통
- 1998년 5월 2일 : 1호선 2단계(중앙로~안심) 구간 개통
- 2002년 5월 10일 : 1호선 3단계 대곡 연장구간(대곡~진천) 개통
- 2003년 2월 18일 : 대구 지하철 화재 참사 여파로 교대역~동대구역간 운행 중단
- 2003년 10월 21일 : 교대역~동대구역간 운행 재개(중앙로역 제외)
- 2003년 12월 31일 : 중앙로역 재개통, 전구간 운행 완전 재개
- 2005년 4월 1일 : 전 객차(1호선) 불연재 계속 완료
- 2005년 10월 18일 : 2호선 1단계(문양~사월) 구간 개통
- 2008년 10월 1일 : 대구도시철도공사로 사명 변경
- 2012년 9월 19일 : 2호선 2단계 경산 연장구간(사월~영남대) 개통
- 2015년 4월 23일 : 3호선 칠곡경대병원~용지 구간 개통
- 2016년 9월 8일 : 1호선 4단계 화원읍 연장구간(설화명곡~대곡) 개통
- 2017년 5월 25일 : 1호선 32개 역과 2호선 29개 역 총 61개 역에 스크린도어 설치 완료.(2호선 문양역만 로프형, 나머지 역들은 다 완전 밀폐형)
- 2022년 9월 1일 : 대구교통공사로 사명 변경
- 2024년 12월 21일 : 1호선 5단계 경산 연장구간 (안심~하양) 구간 개통

## 안내방송
2011년까지 한국어는 이윤정과 영어는 제니퍼 클라이드였으나 2013년에 다시 개정되었다. 2011년까지 ‘내리실 문’과 ‘내리시기 바랍니다’로 방송하였으나 2012년 안내 방송 개정과 함께 ‘내리는 문’, ‘내려야 합니다’, '십시오' 등으로 방식이 변경되었다. 하지만 개정된 성우의 방송 안내와 어눌하고 어색한 발음으로 인해 2013년 이윤정과 제니퍼 클라이드 성우로 환원되었으며, ‘내리는 문’, ‘내려야 합니다’, '십시오' 등 안내방송은 그대로 유지중이다. 이때부터 2호선과 3호선 차내에서는 하차문 영어 안내 방송 송출을 중단하였다. 그리고 달성공원역, 서문시장역, 수성못역 등에서 사투리 방송이 송출되었으나 알아듣기 힘들다는 등의 민원이 제기되어 원래의 안내방송으로 환원되었다.
- 한국어 : 이윤정
- 영어: 제니퍼 클라이드
- 출발, 환승, 종착역 음악
  - 출발역 : 로고송
  - 환승역 : 로고송
  - 종착역 : 로고송

## 차량 접근음
- 상행선[2] : 비발디의 「4계의 봄」
- 하행선[3] : 슈베르트의 「군대행진곡」

## 운영 노선
모든 노선에서 매표무인화 역사 운영을 하고 있다.
- ● 대구 도시철도 1호선
- 운행: 평일 23편성 296회, 토요일 20편성 280회, 일요일 15편성 264회
- ● 대구 도시철도 2호선
- 운행: 평일 24편성 296회, 토요일 21편성 280회, 일요일 16편성 264회
- ● 대구 도시철도 3호선
- 운행: 평일 28편성 312회

## 보유차량
| 외관  | 차량명                       | 제작년도        | 제작사                 | 제어 방식                                          | 영업 최고 속도 | 도입대수     | 차량 정보                                                                                                   |
| ----- | ---------------------------- | --------------- | ---------------------- | -------------------------------------------------- | -------------- | ------------ | --- |
| 1호선 |                              |                 |                        |                                                    |                |              | |
|       | 대구교통공사 1000호대 전동차 | 1996년 ~ 1997년 | 한진중공업             | VVVF-GTO (지멘스)                                  | 100km/h        | 36편성 216량 | |
| 2호선 |                              |                 |                        |                                                    |                |              | |
|       | 대구교통공사 2000호대 전동차 | 2004년 ~ 2005년 | 현대로템               | VVVF-IGBT (미쓰비시) {현대로템 IPM} 2레벨 1C4M제어 | 80km/h         | 30편성 180량 | 대구 도시철도 2호선 개통과 함께 도입된 18M급 중형 통근형 전동차다.                                          |
| 3호선 |                              |                 |                        |                                                    |                |              | |
|       | 대구교통공사 3000호대 전동차 | 2015년          | 히타치 제작소 우진산전 | VVVF-IGBT                                          | 70km/h         | 28편성 84량  | 대구 도시철도 3호선 개통과 함께 도입되어 운행 중인 대구도시철도공사의 모노레일 구간 입선용 통근형 전동차다. |

## 같이 보기
- 도시철도공사
- KB국민은행
- 대동은행